# Massage thaï
Le massage thaï, ou massage thaïlandais (thaï : นวดแผนไทย, RTGS : nuat phaen thai ou นวดแผนโบราณ, RTGS : nuat phaen boran) , est une thérapie ancienne et traditionnelle asiatique pratiquée en Thaïlande.
Le nuat thai, massage thaïlandais traditionnel est inscrit sur la liste représentative du patrimoine culturel immatériel de l'humanité en décembre 2019,. Selon le Dossier de candidature reçu le 11 septembre 2018 par l’UNESCO, il est « considéré comme faisant partie de l’art, de la science et de la culture des soins thaïlandais traditionnels ». Cette inscription s’inscrit dans le cadre d’une politique de revitalisation du Nuat Thaï qui, depuis les années 1980, est coordonnée au niveau gouvernemental.

## Histoire

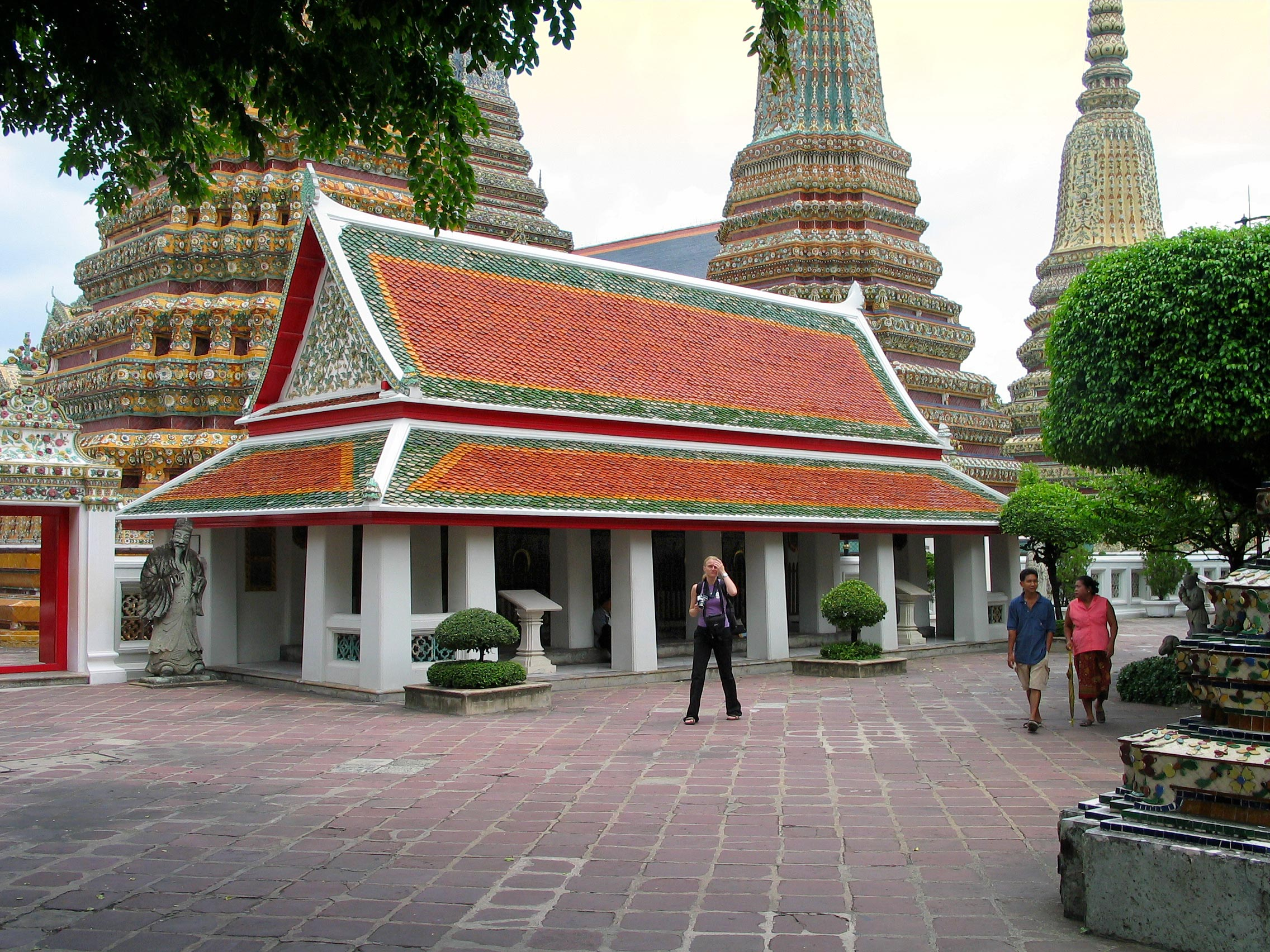
Pavillon des massages au Wat Pho.

Les chercheurs considèrent les origines de la médecine indigène siamoise comme une énigme.
Selon la légende, le fondateur du massage et de la médecine thaïlandais aurait été Chiwaka Komaraphat (ชีวกโกมารภัจจ์ Chi Wok Ko Ma Raphat), qui, selon le canon bouddhiste pāli, aurait été le médecin du Bouddha il y a plus de 2500 ans. Il est mentionné dans des documents anciens comme ayant des compétences médicales extraordinaires, une connaissance de la phytothérapie, et pour avoir traité des personnes importantes de son époque, y compris le Bouddha lui-même.
Les chroniques (Phongsawadan Krung Si Ayutthaya) rédigées sous le roi siamois d'Ayutthaya, Boromma Trailokanat (thaï: บรมไตรโลกนาถ), attestent que, en 1455, le palais dispose de deux collèges de masseurs.
Le Wat Phra Chetuphan plus connu sous le nom de Wat Pho (« temple du Bouddha couché »), est un temple de Bangkok, en Thaïlande, considéré comme le lieu de naissance du massage thaï. À cet endroit sont placées des statues d'ermites pratiquant divers gestes de la méthode d’auto-massage connue sous le nom de rishi dat ton (ce qui signifie en langue thaïe «auto-étirements des ascètes»). Ces statues ont été réalisées à la demande du roi Rama III (1787-1851). De nombreuses peintures murales présentent aussi les points d'acupression. En 1691, dans Du royaume de Siam, Simon de La Loubère rapporte que « quand quelqu'un est malade à Siam, il commence par se faire ramollir tout le corps par quelqu'un qui soit entendu en cela, qui monte sur le corps du malade, et le foule aux pieds ».
À partir du rège de Rama IV (1851–1868), les élites thaïlandaises, suivant l’exemple de la famille royale, se tournent vers la médecine occidentale pour se soigner. Frappé de discrédit, le Nuat Thai commence un long déclin jusqu’à son exclusion en 1936 du domaine des soins de santé traditionnels (Act for the Control of the Practice of Healing Arts).
Dans les années 1950 et 1960, le roi Rama IX (1946–2013) encourage le renouveau de la médecine et du massage thaïs, notamment à Wat Pho. Dans les années 1980, de nombreux organismes publics et privés s’associent au projet de restauration du Nuat Thai. En 2001, ce dernier est de nouveau reconnu comme une des quatre branches des soins de santé traditionnels, aux côtés de la médecine, de la pharmacie et de l’obstétrique.
Le massage traditionnel thaï est aujourd’hui organisé et réglementé au niveau national, qu’il s’agisse de la délivrance des diplômes ou de l’exercice des professions. Selon l’état des lieux publié en 2014 par le ministère thaïlandais de la santé publique, 3183 hôpitaux publics, ce qui représente plus de 30% des établissements, dispensent des soins de massage. En 2011, le nombre des bénéficiaires de ces soins s’élève à 889225, ce nombre ayant presque triplé par rapport à 2009 (313352).
En 2011, l’UNESCO a inscrit dans le Registre de la Mémoire du monde les archives épigraphiques de Wat Pho . Ces 1431 textes inscrits sur des plaques de pierre abordent des aspects variés, religieux et laïques, de la civilisation thaïe : bouddhisme, enseignement moraux, littérature, médecine… 125 plaques concernent le massage.

## Concept

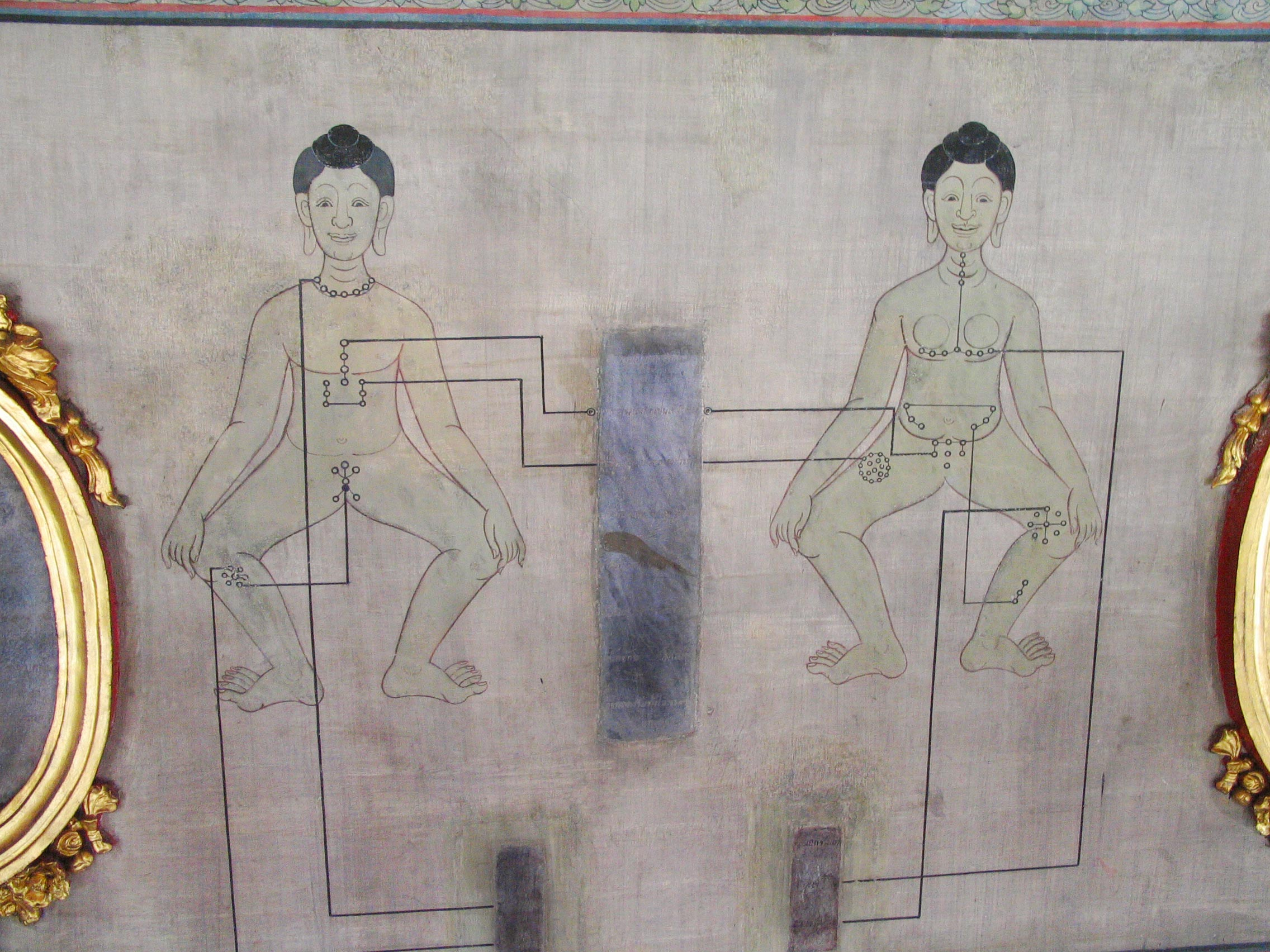
Peintures murales du Wat Pho.

Le massage thaïlandais recouvre le corps entier. La théorie du massage thaïlandais se fonde sur le concept de lignes d’énergie liées au corps qui sont appelées sen. Si les écrits traditionnels de la médecine thaïe mentionnent 72 000 lignes d'énergie, il existe 10 lignes principales (sen sip). Le massage thaï est une thérapie manuelle qui vise à rééquilibrer les flux énergétiques le long des sen en vue de renforcer ou de rétablir la bonne santé.
Les sen ne doivent pas être confondus avec les méridiens qui sont les canaux énergétiques de la médecine traditionnelle chinoise. Les trajets des sen, qui relient la région abdominale aux extrémités ou aux orifices du corps, sont très différents de ceux des méridiens. Et, contrairement aux méridiens, les sen ne correspondent pas à des organes déterminés.

## Types

### Techniques
Il existe deux grands types de massage, le style de la Cour et le style du peuple. Seuls les pouces sont utilisés pour le style de la Cour, tandis que les pouces, les genoux, les coudes et les pieds sont utilisés pour le style du peuple[réf. souhaitée],. Toutefois, cette opposition est surtout intéressante pour l’histoire du Nuat Thai. Dans la Thaïlande contemporaine, le ministère de la santé publique distingue deux catégories de massage traditionnel thaï, d’une part un massage thérapeutique et d’autre part un massage destiné à la promotion de la santé.
Les patients-clients portent des vêtements confortables et sont allongés sur un matelas.